# Abu Zayd al-Balkhi
Abu Zayd Ahmed ibn Sahl Balkhi ou Abu Zayd al-Balkhi (persan : ابو زید احمد بن سهل بلخی) est un polymathe musulman perse : géographe, mathématicien, médecin, psychologue et scientifique. Né en 850 après J.C. à Shamistiyan, dans la province de Balkh, Grand Khorasan, il est un disciple d'al-Kindi. Il fonde l'école Balkhī de cartographie terrestre à Bagdad. On pense qu'Al-Balkhi est le premier à diagnostiquer que la maladie mentale peut avoir des causes psychologiques et physiologiques et il est le premier à caractériser quatre types de troubles émotionnels : 1) la peur et l'anxiété, 2) la colère et l'agressivité, 3) la tristesse et dépression, et 4) obsessions.

## Biographie
Selon Abu Muhammad al-Hassan ibn al-Waziri, qui est un étudiant du polymathe, Abu Zayd al-Balkhi est un homme dont le visage est couvert de cicatrices acquises à la suite d'un combat contre la variole. Au moment de la mort d'al-Kindi, il s'est rendu à Bagdad, où il passe près d'une décennie à étudier plusieurs sujets, notamment la philosophie, l'astronomie, les sciences naturelles et les disciplines du Coran. Peu de temps après, il retourne à Balkh. Là, Ahmad ibn Sahl, le souverain de Balkh et de ses environs, le nomme secrétaire. On lui propose un poste d'écrivain et un poste ministériel par l'empereur. Al-Balkh n'accepte que le poste d'écrivain. Quelque temps après, il se rend à nouveau à Bagdad, avant de retourner à Balkh pour la dernière fois et d'y rester jusqu'à sa mort.

## Travaux
Parmi les nombreux livres qui lui sont attribués dans le al-Fihrist d'Ibn al-Nadim, on peut noter L'Excellence des mathématiques et son De la certitude en astrologie. Ses Figures des Climats (Suwar al-aqalim) consistent principalement en cartes géographiques. Il écrit également l'ouvrage médical et psychologique, Masalih al-Abdan wa al-Anfus (Soutien pour le corps et l'âme).
Un érudit moderne indique que ses travaux regroupent plus de 60 ouvrages abordant de nombreuses pratiques différentes.

## Ouvrages majeurs

### Figures des régions
Ses Figures des régions (Suwar al-aqalim) consistent principalement en cartes géographiques. Cela le mène à fonder l'école Balkhī de cartographie terrestre à Bagdad. Les géographes de cette école écrivent beaucoup sur les peuples, les produits et les coutumes des régions du monde musulman, avec peu d'intérêt pour les royaumes non musulmans.

### Nourriture pour le corps et l'âme
Dans la psychologie islamique, les concepts de santé mentale et d'hygiène mentale sont introduits par Abou Zayd al-Balkhi, qui les a souvent liés à la santé spirituelle. Dans son Masalih al-Abdan wa al-Anfus (« Nourriture pour le corps et l'âme »), il est le premier à aborder des pathologies mentales. Il utilise le terme al-Tibb al-Ruhani pour décrire la santé spirituelle et psychologique, et le terme Tibb al-Qalb pour décrire la médecine mentale. Il reproche à de nombreux médecins de son époque d'accorder trop d'importance aux maladies physiques et de négliger les maladies psychologiques ou mentales des patients.

#### Psychologie cognitive et médicale et thérapie cognitive
Abu Zayd al-Balkhi est le premier à faire la différence entre la névrose et la psychose, et le premier à classer les troubles névrotiques et à être le pionnier de la thérapie cognitive afin de traiter chacun de ces troubles classés. Il classe la névrose en quatre troubles émotionnels : la peur et l'anxiété, la colère et l'agressivité, la tristesse et la dépression, et l'obsession ainsi que le T.o.c. Il classe trois types de dépression : la dépression normale ou la tristesse (huzn), la dépression endogène provenant de l'intérieur du corps et la dépression clinique réactive provenant de l'extérieur du corps. Il suggère qu'une personne en bonne santé devrait toujours garder à l'esprit des pensées et des sentiments sains en cas d'explosions émotionnelles inattendues, de la même manière que les médicaments et premiers secours sont conservés à proximité pour les urgences physiques inattendues. Il déclare qu'un équilibre entre l'esprit et le corps est nécessaire pour une bonne santé et qu'un déséquilibre entre les deux peut provoquer des maladies. Al-Balkhi introduit le concept d'inhibition réciproque (al-ilaj bi al-did), qui est réintroduit plus de mille ans plus tard par Joseph Wolpe en 1969.

#### Psychophysiologie et médecine psychosomatique
Le médecin musulman Abu Zayd al-Balkhi est un pionnier de la psychothérapie, de la psychophysiologie et de la médecine psychosomatique. Il reconnait que le corps et l'âme peuvent être sains ou malades, ou « équilibrés ou déséquilibrés », et que la maladie mentale peut avoir des causes à la fois psychologiques et/ou physiologiques. Il écrit qu'un déséquilibre du corps peut entraîner de la fièvre, des maux de tête et d'autres maladies physiques, tandis qu'un déséquilibre de l'âme peut entraîner de la colère, de l'anxiété, de la tristesse et d'autres symptômes mentaux. Il compare les troubles physiques et les troubles mentaux, et démontre comment les troubles psychosomatiques peuvent être causés par certaines interactions entre eux.

#### Phobies
Abu Zayd al-Balkhi décrit la phobie comme un type extrême de peur qui entraîne une augmentation du niveau d'anxiété d'une personne. Cela rend la personne tremblante et désorientée, l'empêchant de prendre des décisions en temps opportun. Plutôt que de prendre des médicaments ou de procéder à une saignée, qui sont des méthodes courantes pour aider un individu, il suggère une exposition progressive à l'objet ou à la situation qui a causé la peur. Cette technique est connue sous le nom de reyadat al-nafs.

#### Attributs sexuels
Al-Balkhi explore le sujet en détail, en particulier les effets qu'ils ont sur un individu. Il s'attarde notamment sur l'abstinence et ses conséquences. Ce faisant, un individu s'assujettit à des maux physiques, puisque l'acte est jugé par lui comme « contre nature ». Afin de traiter l'impuissance sexuelle, il recommande un régime alimentaire spécifique et d'éviter la médication.

## Politique
Dans une collection d'œuvres d'al-Tawhidi du Xe siècle, al-Balkhi décrit la politique comme un art qui vise à contribuer à l'essor d'un pays. En outre, il mentionne cinq sources distinctes qui jouent un rôle dans le résultat global de la politique. Celles-ci incluent la cause tangible comme correspondant aux affaires des sujets, la raison officielle comme le bien-être général du peuple, la force motrice comme « le souci du dirigeant pour les affaires de ses sujets », le but comme la préservation du bien public bien-être, ainsi que la cause instrumentale consistant à utiliser « l'incitation et l'intimidation » pour atteindre l'objectif. 